# Leavin' (Remixed)
 Leavin' (Remixed) es el tercer EP del cantante pop estadounidense Jesse McCartney.

## Información
El EP consiste en cuatro canciones, de las cuales dos son remixes del sencillo de McCartney, "Leavin'", la versión Radio Edit y una versión instrumental del mismo.

## Canciones
1. Leavin' (Radio Edit Remix) - 4:05
2. Leavin' (JFK MSTRKRFT Remix) - 4:09
3. Leavin' (Radio Edit) - 3:53
4. Leavin' (Instrumental) - 3:36